# Cape Cross

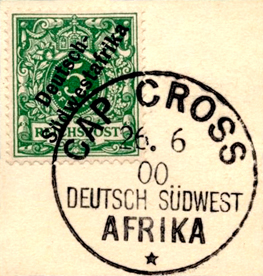
Timbres pour l'Afrique du Sud-Ouest Allemande cachet de la poste Cap Cross 1900

Pour les articles homonymes, voir Cape et Cross.
Cape Cross (afrikaans : Kaap Kruis ; allemand : Kreuzkap ; portugais : Cabo da Cruz), est un cap situé le long de la « côte des Squelettes ».  

## Histoire
Le Cape Cross est découvert par le navigateur portugais Diogo Cão qui y fait ériger à une croix (cross) de pierre (padrão) en 1486 pour marquer le point le plus au sud jamais atteint par des Européens en Afrique. Cette croix a été redécouverte par la mission du capitaine de corvette Gottlieb Becker, en 1893, alors que l'endroit faisait partie du Sud-Ouest africain allemand, et qu'il commandait le SMS Falke. 

## Faune
Cape Cross abrite la plus importante des 15 colonies d’otaries à fourrure de Namibie  (Arctocephalus pusillus) qui totalisent 6 500 000 individus (ainsi qu’un abattoir voisin)[réf. nécessaire]. La réserve se trouve à 128 kilomètres au nord de Swakopmund (Namibie) sur la C34. La colonie peut compter quelque 100 000 membres.
Naturellement, Cap Cross accueille également les prédateurs naturels de ces otaries à fourrure comme l'orque, le grand requin blanc ou le requin mako.

## Massacre des otaries à fourrure
Le massacre des otaries est autorisé par le gouvernement namibien de juillet à septembre, les jeunes otaries à fourrure sont égorgées et dépecées sur les plages. En 2012, 91 000 otaries ont été massacrées. Le trafic de peau d'otarie rapporte moins de 5 dollars par animal,.
Il a été annoncé pour justifier cette chasse que la population d'otaries mange en une année autant de poissons que la consommation de Namibie et d'Afrique du Sud réunies, les études effectuées par le Fonds international pour la protection des animaux (IFAW) ont démontré que les otaries à fourrure n'avaient pas d'impact négatif sur la pêche.

## Galerie

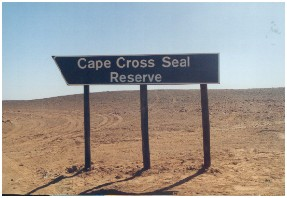
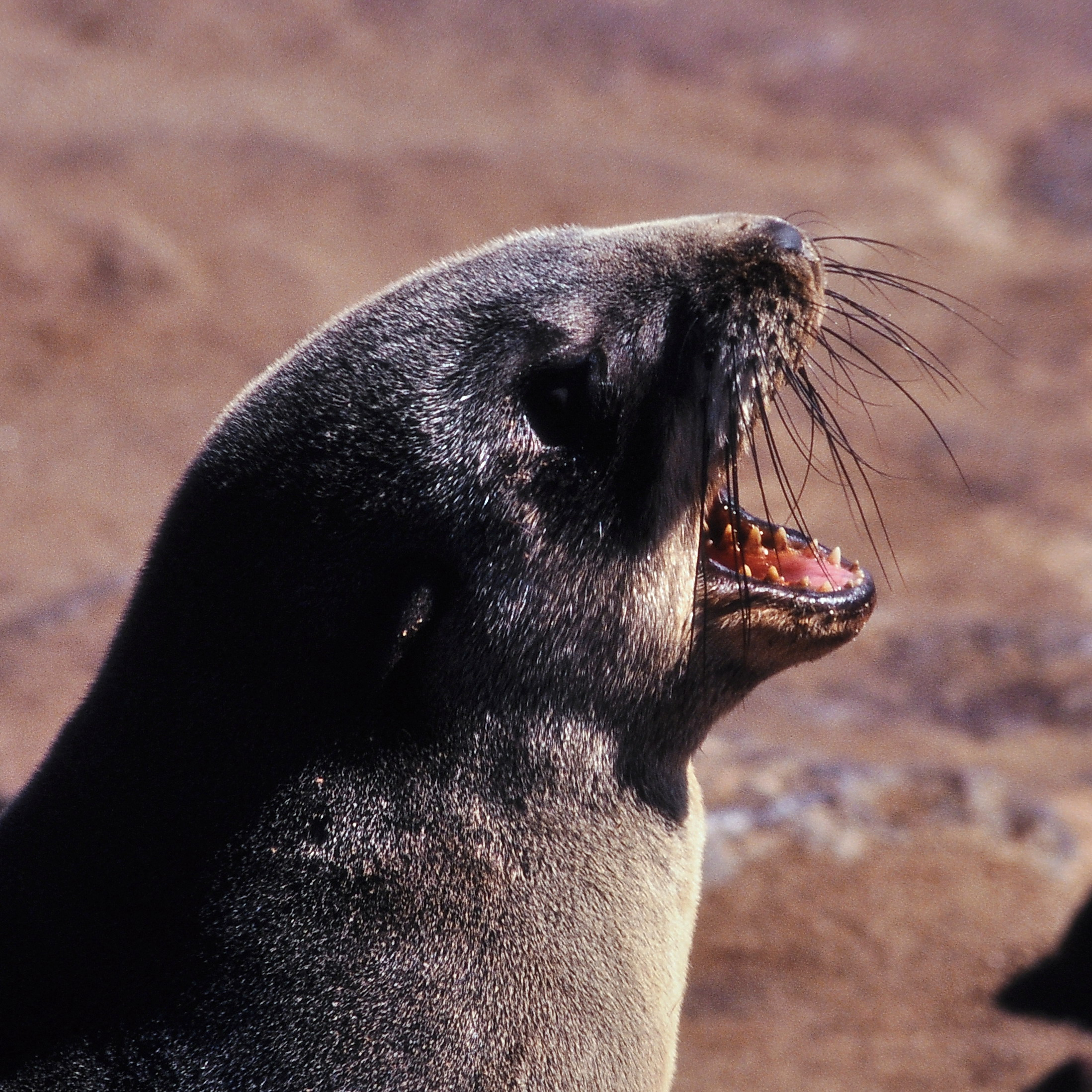
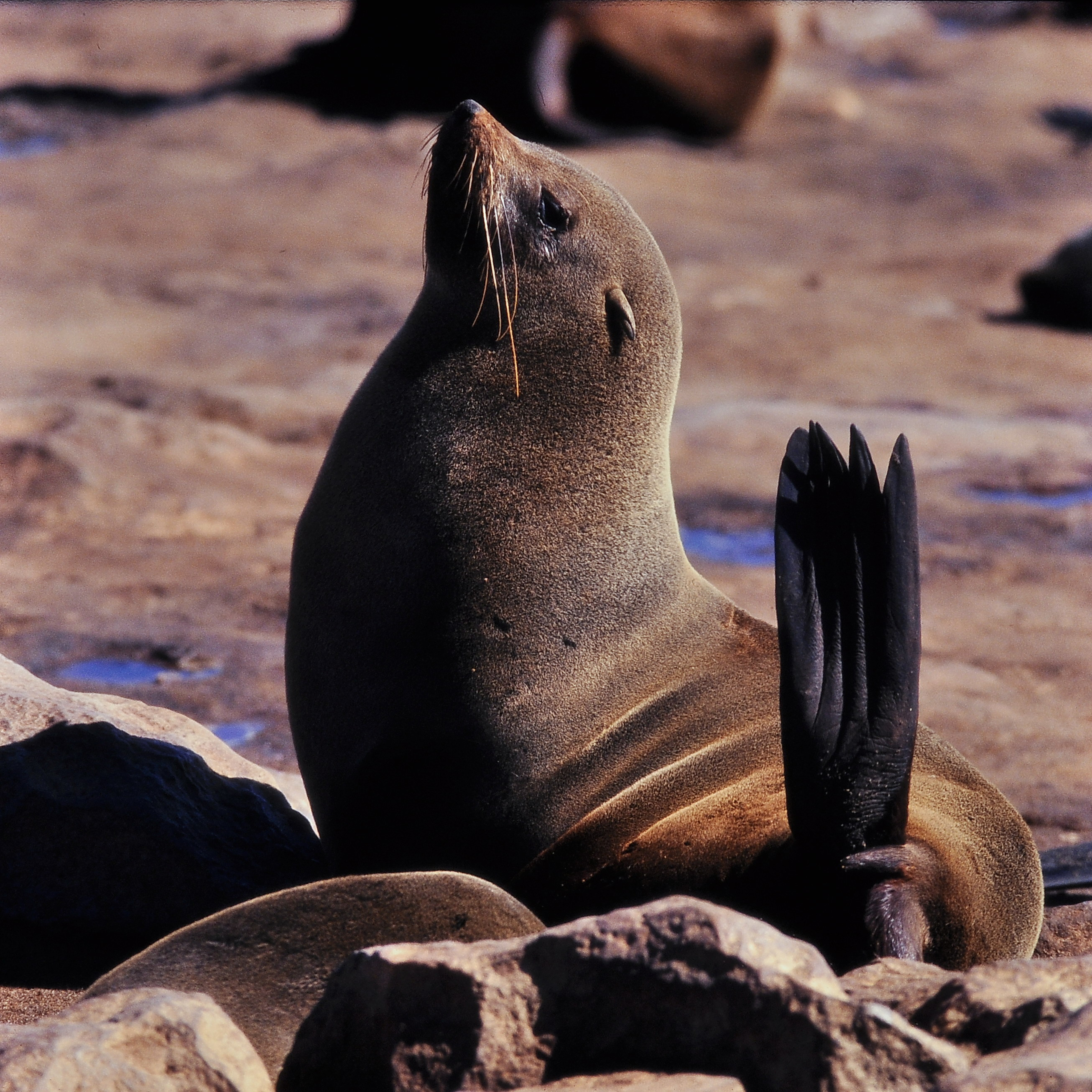
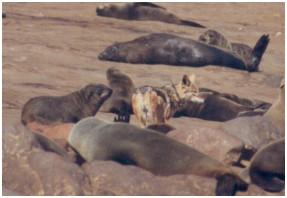
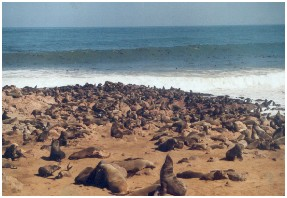